# NGC 6008
NGC 6008 is een balkspiraalstelsel in het sterrenbeeld Slang. Het hemelobject werd op 10 juni 1880 ontdekt door de Franse astronoom Édouard Jean-Marie Stephan.

## Synoniemen
- NGC 6008A
- UGC 10076
- MCG 4-37-52
- ZWG 136.110
- IRAS15507+2114
- PGC 56289